# Crimewave (canción)
«Crimewave» es una canción interpretada por la banda experimental canadiense Crystal Castles y la banda estadounidense de noise rock Health del álbum debut de Crystal Castles del mismo nombre. La canción es el primer sencillo de Crystal Castles y Health, además de ser el primer sencillo del álbum Crystal Castles. Fue lanzado por primera vez el 13 de agosto de 2007 por PIAS Recordings acompañados por el lado B «XxzxcuZx Me». La canción es una reelaboración de la pista original de Health del mismo nombre, escrita por los miembros de la banda de Health para su álbum debut auto-titulado. Fue reescrita por Ethan Kath de Crystal Castles. Kath también volvió a producir. En la canción predomina el electro y las características musicales del chiptune. La pista consta de sólo tres líneas de letras y se cuenta una historia acerca de la tristeza y el aburrimiento que uno puede experimentar cuando está atrapado dentro de un laberinto de Pac-Man por toda la eternidad.
«Crimewave» logró elogios de la crítica de la mayoría de los críticos de música contemporánea. Los críticos elogiaron la originalidad de la canción y la emoción que trajo a la escena de la música electrónica. El sencillo fue acompañado por un video musical a partir de su relanzamiento en 2008. La pista fue tocada en vivo por Crystal Castles en el All Points West Music & Arts Festival en 2009.
«Crimewave» fue utilizada en Gossip Girl No.1 y aparece en la banda sonora OMFGG – Original Music Featured on Gossip Girl No. 1.

## Lista de canciones
Estos son los formatos y listas de canciones de los grandes sencillos de «Crimewave»:
- 7" (Reino Unido)[4]

1. "Crimewave" (Ethan Kath, Benjamin Miller, Jake Duzsik, John Flamiglietti, Jupiter Keyes)  – 4:15
2. "XxzxcuZx Me" (Alice Glass, Ethan Kath)  – 1:58

- CD1 (Reino Unido)[5]

1. "Crimewave" (Edit)  – 2:58
2. "Crimewave" (Remix)  – 4:26
3. "XxzxcuZx Me"  – 1:58

- 12" (Francia)[6]

1. "Crimewave (Radio Edit)" – 2:54
2. "Crimewave (Sinden Remix)" – 4:04
3. "Crimewave (LA Riots Remix)" – 4:50
4. "Crimewave (Keith Remix)" – 6:41

- Digital EP[7]

1. "Crimewave (Radio Edit)" – 2:54
2. "Crimewave (Sinden Remix)" – 4:04
3. "Crimewave (LA Riots Remix)" – 4:50
4. "Crimewave (Keith Remix)" – 6:41
5. "Crimewave (LZRTAG Remix)" – 4:15

- CD2 (Reino Unido)[8]

1. "Crimewave (Gentile Radio Edit)" – 2:52
2. "Crimewave (LA Riots Remix)" – 4:48
3. "Crimewave (Keith Remix)" – 6:39
4. "Crimewave (Sinden Remix)" – 4:02
5. "Crimewave (Album Version)" – 4:18

- Descarga digital (Estados Unidos)[9]

1. "Crimewave"  – 4:25
2. "Alice Practice" (Alice Glass, Ethan Kath)  – 2:42

## Créditos y personal
- Compositor – Ethan Kath, Benjamin Miller, Jake Duzsik, John Flamiglietti, Jupiter Keyes
- Producción – Ethan Kath
- Instrumentos y programadores – Ethan Kath
- Mezcla – Ethan Kath, Lazar Nesic
- Masterización – Nils